# Béchir Ben Yahmed
Béchir Ben Yahmed (arabe : البشير بن يحمد), né le 2 avril 1928 à Mahboubine sur l'île de Djerba et mort le 3 mai 2021 à Paris 10e, est un journaliste franco-tunisien.
Il reste pendant de longues années le directeur de publication de l'hebdomadaire Jeune Afrique et le président-directeur général du groupe Jeune Afrique. Homme d'affaires actif dans la presse africaine, il est également auteur de chroniques et le directeur de publication du mensuel La Revue.

## Biographie
Fils d'un commerçant de Djerba, il naît le 2 avril 1928 à Djerba. Diplômé de HEC Paris, il fait partie, de 1954 à 1956, de la délégation tunisienne négociant l'autonomie interne puis l'indépendance de la Tunisie. 
En 1955, il fonde l'hebdomadaire L'Action qui cesse de paraître en septembre 1958. 
Le 15 avril 1956, il est nommé secrétaire d'État à l'Information dans le cabinet du Premier ministre Habib Bourguiba. Benjamin de l'équipe ministérielle, il ne siège pas à l'assemblée constituante car il n'a pas l'âge requis pour la députation.
Entré en conflit avec la politique de Bourguiba devenu président, il démissionne du gouvernement en septembre 1957 et fonde le 17 octobre 1960 Afrique Action, qui devient Jeune Afrique le 21 novembre 1961. 
En mai 1962, il émigre à Rome, avant de s'installer à Paris à la fin 1964.
Il conserve la direction de la rédaction de Jeune Afrique jusqu'au 14 octobre 2007, date à laquelle le rédacteur en chef François Soudan lui succède. Il s'impose comme une source d'information sur l'ensemble du continent africain. De nombreux écrivains, femmes et hommes, ont été journalistes pour Jeune Afrique, comme Leïla Slimani, Frantz Fanon, Fawzia Zouari, Kateb Yacine, Mabrouck Rachedi, Nicolas Michel, Iman Bassalah et Amin Maalouf.
Ben Yahmed fonde également les Éditions du Jaguar. 
En 2006, il crée aussi La Revue dont il est le directeur et le rédacteur en chef.
Il meurt le 3 mai 2021 à l'âge de 93 ans à l'hôpital Lariboisière à Paris, des suites de complications liées à la Covid-19.

### Vie privée
Son épouse Danielle, épousée en secondes noces le 2 avril 1969 à Rome, et ses fils Amir et Marwane Ben Yahmed occupent des postes clés au sein du groupe Jeune Afrique. Marwane occupe le poste de directeur délégué de la rédaction et rédacteur en chef central. Danielle avait eu un fils de son premier mari, un haut fonctionnaire tunisien tué dans un accident d'avion. Il s'agit de Zyad Limam, qui succède à sa mère aux commandes d'Afrique Magazine.

## Critiques
Les relations entre Ben Yahmed et le président tunisien Zine el-Abidine Ben Ali se resserrent à partir de 1997. Ben Ali sauve en effet Jeune Afrique de la faillite en injectant plusieurs millions de dinars dans l'entreprise à travers des prête-noms. « Aider Jeune Afrique n'est pas un souhait, c'est une consigne présidentielle » explique Le Canard enchaîné en évoquant l'opération financière pilotée par deux proches du président.

## Publications
- Ce que je crois, t. 1 : Les années d'espoir 1960-1979, Paris, Éditions du Jaguar, 1998, 258 p. (ISBN 978-2852584075).
- Ce que je crois, t. 2 : Face aux crises 1980-1996, Paris, Éditions du Jaguar, 1998, 322 p. (ISBN 978-2852584068)
- Ce que je crois : chroniques 2001, Paris, Éditions du Jaguar, 2002, 140 p. (ISBN 978-2852584624)
- Ce que je crois : chroniques 2002, Paris, Éditions du Jaguar, 2003, 168 p. (ISBN 978-2852584631)
- J'assume : les mémoires du fondateur de Jeune Afrique, Monaco, Éditions du Rocher, 2021, 528 p. (ISBN 978-2268106182).